# Canton de Moyenneville
Le canton de Moyenneville est un ancien canton français situé dans le département de la Somme et la région Picardie.

## Géographie
Ce canton était organisé autour de Moyenneville dans l'arrondissement d'Abbeville. Son altitude variait de 3 m (Cahon) à 121 m (Feuquières-en-Vimeu) pour une altitude moyenne de 77 m.

## Histoire
De 1833 à 1848, les cantons de Hallencourt et de Moyenneville avaient le même conseiller général. Le nombre de conseillers généraux était limité à 30 par département.

## Administration

### Conseillers généraux de 1833 à 2015
| Période | Période          | Identité                           | Étiquette                | Qualité |
| ------- | ---------------- | ---------------------------------- | ------------------------ | --- |
| 1833    | 1848             | Louis Ledien                       |                          | Propriétaire-cultivateur, maire de Huppy                                                                                         |
| 1848    | 1852             | Pierre Calluaud                    |                          | Ancien sous-préfet d'Abbeville, maire d'Abbeville (1870), député (1871)                                                          |
| 1852    | 1870             | Gabriel des Mazis                  |                          | Inspecteur des haras à Abbeville                                                                                                 |
| 1870    | 1880 (démission) | Gaston de Douville-Maillefeu       | Républicain              | Ancien officier de marine, propriétaire à Huchenneville Député de la Somme (1876-1885, 1889-1895) Député de la Seine (1885-1889) |
| 1880    | 1889             | Charles Henri Frumence Demarquet   |                          | Avoué, adjoint au Maire d'Abbeville                                                                                              |
| 1889    | 1893 (démission) | Comte Gaston de Douville-Maillefeu | Républicain              | Ancien officier de marine, propriétaire à Huchenneville                                                                          |
| 1893    | 1895             | Louis Dumont                       | Républicain              | Avocat à Abbeville, conseiller d'arrondissement                                                                                  |
| 1895    | 1901             | Henri des Lyons de Feuchin         | Républicain rallié       | Propriétaire rentier domicilié à Villers-sur-Mareuil Adjoint au Maire d'Huchenneville                                            |
| 1901    | 1913             | Comte Louis de Douville-Maillefeu  | Rad.                     | Propriétaire - Ancien officier de la marine Conseiller municipal d'Huchenneville                                                 |
| 1913    | 1933 (décès)     | Gustave Lecul                      | Rad.                     | Greffier de justice de paix à Moyenneville Maire de Moyenneville (1912-1933)                                                     |
| 1934    | 1940             | Léon Mabille                       | RG                       | Médecin Conseiller municipal de Moyenneville                                                                                     |
|         |                  |                                    |                          | |
| 1945    | 1961             | Edouard Delozières                 | SFIO                     | Constructeur de machines agricoles Maire de Tours-en-Vimeu (1943-1945 et 1947-1959)                                              |
| 1961    | 1979             | Roger Castel                       | DVD puis CD puis UDF-CDS | Médecin Maire de Chépy (1971-2001)                                                                                               |
| 1979    | 1984             | Pierre Chouquais                   | PS                       | Receveur des PTT Maire de Quesnoy-le-Montant (1971-1984)                                                                         |
| 1984    | 1998             | Roger Castel                       | UDF-CDS                  | Médecin généraliste Maire de Chépy                                                                                               |
| 1998    | 2009 (décès)     | Philippe Arcillon                  | PS                       | Conseiller principal d'éducation Adjoint au Maire de Feuquières-en-Vimeu                                                         |
| 2009    | 2015             | Bernard Davergne                   | PS                       | Directeur d'école Maire de Feuquières-en-Vimeu (2001-2021) Elu en 2015 dans le Canton de Gamaches, décédé en 2021                |

### Conseillers d'arrondissement (de 1833 à 1940)
| Période                                  | Période          | Identité                       | Étiquette   | Qualité |
| ---------------------------------------- | ---------------- | ------------------------------ | ----------- | --- |
| 1833                                     | 1852             | Jean-Baptiste Anquier (père)   |             | Notaire, juge de paix à Moyenneville Maire d'Acheux-en-Vimeu                                                |
| 1852                                     | 1874             | Rieul Godart de Bellengreville |             | Propriétaire Maire de Béhen                                                                                 |
| 1874                                     | 1892 (décès)     | Florentin Ducorroy             | Radical     | Fabricant de serrure Maire de Feuquières-en-Vimeu                                                           |
| 1892                                     | 1893 (démission) | Louis Dumont                   | Républicain | Avocat Conseiller général (1893-1895)                                                                       |
| 1893                                     | 1898             | Ernest Poivret                 | Rallié      | Notaire Maire de Saint-Maxent                                                                               |
| 1898                                     | 1904             | Gabriel Anquier                |             | Cultivateur Maire d'Acheux-en-Vimeu                                                                         |
| 1904                                     | 1928 (démission) | Henri des Lyons de Feuchin     | FR          | Propriétaire à Villers-sur-Mareuil (hameau d'Huchenneville) Député (1909-1914 / 1919-1924 / 1928-1932)      |
| 1928                                     | 1940             | Georges Cossart                | SFIO        | Cultivateur Maire d'Acheux-en-Vimeu (1935-1945)                                                             |
| 1940                                     |                  |                                |             | Les conseils d'arrondissement ont été suspendus par la loi du 12 octobre 1940 et n'ont jamais été réactivés |
| Les données manquantes sont à compléter. |                  |                                |             | |

## Composition
Le canton de Moyenneville regroupait 14 communes et comptait 8 817 habitants (recensement de 1999 sans doubles comptes).
| Communes            | Population (2012) | Code postal | Code Insee |
| ------------------- | ----------------- | ----------- | ---------- |
| Acheux-en-Vimeu     | 503               | 80210       | 80004      |
| Béhen               | 439               | 80870       | 80076      |
| Cahon               | 224               | 80132       | 80161      |
| Chépy               | 1 277             | 80210       | 80190      |
| Ercourt             | 124               | 80210       | 80280      |
| Feuquières-en-Vimeu | 2 370             | 80210       | 80308      |
| Grébault-Mesnil     | 113               | 80140       | 80388      |
| Huchenneville       | 665               | 80132       | 80444      |
| Miannay             | 553               | 80132       | 80546      |
| Moyenneville        | 626               | 80870       | 80578      |
| Quesnoy-le-Montant  | 519               | 80132       | 80654      |
| Saint-Maxent        | 369               | 80140       | 80710      |
| Tœufles             | 313               | 80870       | 80764      |
| Tours-en-Vimeu      | 722               | 80210       | 80765      |

## Démographie
| 1962  | 1968  | 1975  | 1982  | 1990  | 1999  | 2009 |
| ----- | ----- | ----- | ----- | ----- | ----- | ---- |
| 8 068 | 8 413 | 8 686 | 8 721 | 8 780 | 8 817 | -    |